# 오토매틱 더블 트래킹
오토매틱 더블 트래킹(Automatic double-tracking) 또는 아트피셜 더블 트래킹(artificial double-tracking)은 믹싱 과정에서 음성과 악기의 소리를 개선하는 아날로그식 녹음 기술이다. 테이프 지연을 활용해 오디오 신호의 지연된 사본을 제작하고 그 뒤 원본과 합치는 식이다. 본 기술은 더블 트래킹에 의해 제작된 재래의 더블링된 음성 및 악기를 흉내내기 위해 고안되었다. 1966년 런던 애비 로드 스튜디오의 엔지니어가 비틀즈의 부탁을 받아 개발했다.